# Heterothera etes
Heterothera etes là một loài bướm đêm trong họ Geometridae.